# 프레이밍 (야구)
프레이밍이란 포수가 투수한테 유리한 판정을 받을 수가 있도록 글러브를 움직이는 행위를 가리킨다. 이를 통해 원래는 스트라이크 존에서 벗어난 공을 심판에게서 스트라이크 콜을 받기도 한다.

## 프레이밍의 특징
프레이밍은 포수가 투수에게 유리한 판정을 받을 수가 있도록 글러브를 움직이는만큼 포수의 글러브에 움직임이 매우 중요하다. 피치 프레이밍이나 캐쳐 프레이밍이라고 불리기도 한다. 프레이밍은 포수에게 있어 글러브의 움직임을 잘하면 자기 자신과 투수에게도 좋으므로 프레이밍을 할 때에는 항상 글러브의 위치를 잘 조정해야하며 스트라이크 존에 너무 멀리 떨어지지않은 위치의 몸쪽이나 바깥쪽에 공을 요구하는 것이 가장 좋다. 프레이밍이 좋다고 평가를 받는 야구 선수로는 KBO에선 유강남, 양의지, 최재훈, 박세혁의 선수가 있으며 MLB에서는 버스터 포지 등의 선수가 프레이밍이 좋다고 얘기한다.

## 같이 보기
- 야구
- 포수